# Tiiu Nurmberg
Tiiu Ingrid Nurmberg (* 5. Januar 1982 in Pointe-Claire) ist eine ehemalige kanadisch-estnische Skirennläuferin. Sie startete hauptsächlich in den technischen Disziplinen Riesenslalom und Slalom.

## Karriere
Nurmberg wuchs in Kanada auf und startete bis 2002 für den kanadischen Verband. Nach der Saison 2001/02 erhielt sie ein Angebot des estnischen Verbands für diesen zu starten. Da ihr Vater Este ist, war ein Verbandswechsel ohne größere Probleme möglich.
Ihr erstes internationales Großereignis bestritt sie bei den Weltmeisterschaften 2005 in Bormio. Dort erreichte sie den 38. Platz im Super-G als bestes Ergebnis. Am 3. Februar 2006 gab Nurmberg ihr Weltcupdebüt beim Riesenslalom von Ofterschwang, wobei sei die Qualifikation für den zweiten Durchgang verpasste. Knapp zwei Wochen später trat sie erstmals bei Olympischen Winterspielen an. Bei den Olympischen Winterspielen in Turin war ihre beste Platzierung Rang 34 im Riesenslalom.
Abgesehen von internationalen Großereignissen startete Nurmberg hauptsächlich bei FIS-Rennen in Europa.
Ihre letzten internationalen Rennen bestritt Nurmberg bei den Olympischen Winterspielen 2010 in Vancouver. Zwei Monate später, am 14. April 2010 gab sie ihr Karriereende bekannt.

## Erfolge

### Olympische Winterspiele
- Turin 2006: 34. Riesenslalom, 44. Slalom
- Vancouver 2010: 42. Slalom, DNF Riesenslalom

### Weltmeisterschaften
- Bormio 2005: 38. Super-G, 52. Riesenslalom, DSQ Slalom
- Åre 2007: 48. Riesenslalom, DNF Slalom

### Nor-Am Cup
- 3 Platzierungen unter den besten 30

### South American Cup
- Eine Platzierung unter den besten 15

### Weitere Erfolge
- 3 Siege bei FIS-Rennen